# Ludwig Hesshaimer

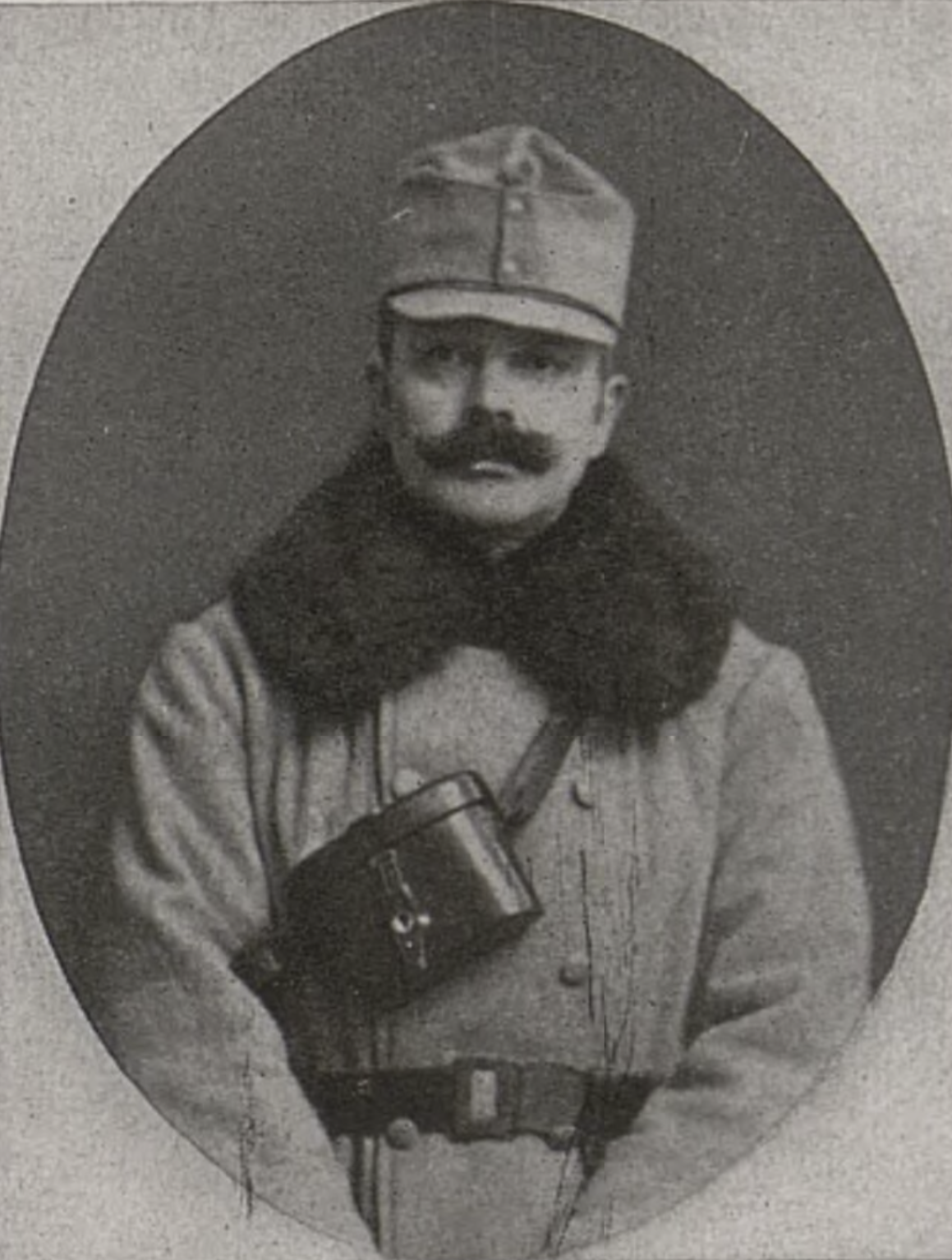
Hesshaimer ca. 1916

Ludwig Hesshaimer (* 10. März 1872 in Kronstadt, Siebenbürgen, Österreich-Ungarn; † 10. Jänner 1956 in Rio de Janeiro) war ein österreichischer Zeichner, Radierer und Illustrator.

## Leben
Hesshaimer war ursprünglich Berufsoffizier, nach neun Jahren Truppendienst wurde er Zeichenlehrer an verschiedenen Militärerziehungsanstalten der Habsburgermonarchie. Beim Ausbruch des Ersten Weltkriegs hielt er sich in Sarajevo auf. Kurzfristig vom Militärdienst beurlaubt, studierte Hesshaimer an der Wiener Akademie und bildete sich an der Graphischen Lehr- und Versuchsanstalt unter Ludwig Michalek in der Radierung aus.
Ab Februar 1915 war Hesshaimer Mitglieder der Kunstgruppe in k.u.k. Kriegspressequartier. Er arbeitete in Galizien und der Bukowina, 1916 auf dem Balkankriegsschauplatz und später als Kunstgruppenleiter und Verbindungsoffizier bei der Heeresgruppe des Erzherzog Eugen in Südtirol. Hesshaimer brachte es sogar zum Stellvertreter des Leiters der Kunstgruppe im Kriegspressequartier. Er war einer der ersten Künstler, welche ihre Kriegszeichnungen in Wien ausstellten.
Hesshaimer verfasste als Offizier und Zeichner im k.u.k.-Kriegspressequartier eine autobiografische Schilderung seiner Tätigkeit als Kriegsmaler. Dabei beschreibt er seine Künstlerkollegen durchwegs als produktiv und fleißig, nur einen nicht: Carl Leopold Hollitzer, dieser wäre ein „wohlhabender Bohemien“, aber „faul und boshaft“ gewesen. „Am liebsten saß er in Kabaretts, wo er Landsknechtslieder sang, oder in Kaffeehäusern, wo er auf Papierservietten und Bierdeckeln seine Umgebung in bissiger Weise karikierte.“ Über den Arbeitseifer Hesshaimers und anderer witzelte hingegen Hollitzer, so soll er bei einem Mittagessen nach Hesshaimer gefragt worden sein, darauf erwiderte er: „Ja, der muss noch schnell vor der Suppe ein Blatt zeichnen, sonst schmeckt sie ihm nicht.“ Hesshaimers Zeichnungen aus dem Krieg gehen mitunter ins karikaturhafte, wenn diese auch bei weitem nicht den bissigen Charakter der Arbeiten Hollitzers aufweisen.
Er beantragte am 31. Mai 1938 die Aufnahme in die NSDAP und wurde rückwirkend zum 1. Mai desselben Jahres aufgenommen (Mitgliedsnummer 6.294.241). 1940 war er auf der Großen Deutschen Kunstausstellung in München mit der Radierung Bauerngespann und Wochenmarkt in Hermannstadt vertreten.
Nach dem Zweiten Weltkrieg lebte Hesshaimer in Brasilien.

## Werke (Auswahl)
- Fesselballon des Festungsartillerieregiments Nr. 3 bei Gory, 1915, Farbkreide auf Papier, 39,5 × 28,6 cm (Heeresgeschichtliches Museum Wien)
- Fesselballon bei Lemberg, 1915, Bleistift auf Papier, 16,1 × 22,7 cm (Heeresgeschichtliches Museum Wien)